# Ligne Kamidaki
La ligne Kamidaki (上滝線, Kamidaki-sen) est une ligne ferroviaire de la compagnie Toyama Chihō Railway située dans la préfecture de Toyama au Japon. Elle relie la gare de Minami-Toyama à celle d'Iwakuraji.

## Histoire
La ligne ouvre en 1921.

## Caractéristiques

### Ligne
- longueur : 12,4 km
- écartement des voies : 1 067 mm
- électrification : 1 500 Vcc
- vitesse maximale : 70 km/h
- nombre de voies : voie unique

### Interconnexion
Les trains des lignes Kamidaki et Fujikoshi ont leurs services en commun.

### Liste des gares
La ligne comporte 11 gares. 
| Numéro | Gare          | Nom japonais | Distance (km) | Correspondances                                                               | Localisation |
| ------ | ------------- | ------------ | ------------- | ----------------------------------------------------------------------------- | ------------ |
| T61    | Minami-Toyama | 南富山       | 0             | Toyama Chihō Railway : Fujikoshi (interconnexion) Tramway de Toyama : 1, 2, 4 | Toyama       |
| T62    | Asanamachi    | 朝菜町       | 1,3           |                                                                               | Toyama       |
| T63    | Kamihori      | 上堀         | 2,1           |                                                                               | Toyama       |
| T64    | Kosugi (ja)   | 小杉         | 2,7           |                                                                               | Toyama       |
| T65    | Nunoichi      | 布市         | 3,2           |                                                                               | Toyama       |
| T66    | Kaihotsu      | 開発         | 4,4           |                                                                               | Toyama       |
| T67    | Tsukioka      | 月岡         | 6,6           |                                                                               | Toyama       |
| T68    | Ōshō          | 大庄         | 7,9           |                                                                               | Toyama       |
| T69    | Kamidaki      | 上滝         | 10,1          |                                                                               | Toyama       |
| T70    | Daisenji      | 大川寺       | 11,2          |                                                                               | Toyama       |
| T51    | Iwakuraji     | 岩峅寺       | 12,4          | Toyama Chihō Railway : Tateyama                                               | Tateyama     |